# Thomas Tobias Thomson
Thomas Tobias Thomson, född 1811 i Malmö, död 20 mars 1892 i Malmö, var en svensk handelsbokhållare och tecknare.
Han var son till handlaren Jacob Thomson och Joachima Malmstedt. Han tillhörde affärssläkten Thomson och visade redan i sin ungdom stor konstnärlig begåvning. Han utförde bland annat teckningarna Thomsonska stamtädet och façad å norra sidan af Gustaf Adolfs torg som ingår i Malmö stadsarkivs samlingar. Thomson blev med tiden ett allmänt känt original i Malmö.  